# 旅の終りはお前
「旅の終りはお前」（たびのおわりはおまえ）は、1982年1月1日に発売された山本譲二のシングルである。

## 解説
ロングセラー曲となった、1980年8月発売の『みちのくひとり旅』の次シングルとしてリリース。当曲は、前作のメロディーをほぼ踏襲している。なお、大ヒットした作品の次に同系統の曲調の作品を出す手法は、レコードセールス戦略上しばしば採用されている。
山本自身がソロ歌手として、現時点では『みちのくひとり旅』に次ぐセールスを記録し、11.9万枚の売上げと成った（なお1996年5月発売の『浪漫-ROMAN-』は、「憲三郎（木梨憲武）＆ジョージ山本（山本譲二）」の2人組演歌デュオとしてシングル・リリースし、オリコンでは週間最高25位、23.1万枚の売上を記録）。
同曲のヒットにより、1982年大晦日に生放送の『第33回NHK紅白歌合戦』へ、2年連続2回目の出場を果たしている。

## 収録曲
- 両楽曲共に、作詞：市場馨、作曲：三島大輔、編曲：斉藤恒夫

1. 旅の終りはお前 (4分6秒)
2. 指 (おやすみ) (3分11秒)